# Облаковаць
45°20′ пн. ш. 17°29′ сх. д. / 45.34° пн. ш. 17.49° сх. д.
Облаковаць (хорв. Oblakovac) — населений пункт у Хорватії, у Пожезько-Славонській жупанії у складі громади Брестоваць.

## Населення
Населення за даними перепису 2011 року становило 5 осіб.
Динаміка чисельності населення поселення:

## Клімат
Середня річна температура становить 10,39 °C, середня максимальна – 23,92 °C, а середня мінімальна – -5,47 °C. Середня річна кількість опадів – 915 мм.
| Клімат поселення                              | Клімат поселення | Клімат поселення | Клімат поселення | Клімат поселення | Клімат поселення | Клімат поселення | Клімат поселення | Клімат поселення | Клімат поселення | Клімат поселення | Клімат поселення | Клімат поселення | Клімат поселення |
| Показник                                      | Січ.             | Лют.             | Бер.             | Квіт.            | Трав.            | Черв.            | Лип.             | Серп.            | Вер.             | Жовт.            | Лист.            | Груд.            |                  |
| Середній максимум, °C                         | 6,41             | 7,76             | 11,94            | 16,07            | 20,84            | 23,92            | 23,41            | 23,11            | 19,34            | 14,44            | 8,99             | 4,95             |                  |
| Середня температура, °C                       | 0,47             | 1,83             | 6,00             | 10,11            | 14,89            | 17,99            | 19,93            | 19,65            | 15,87            | 10,98            | 5,51             | 1,48             |                  |
| Середній мінімум, °C                          | −5,47            | −4,11            | 0,05             | 4,18             | 8,95             | 12,04            | 16,46            | 16,18            | 12,39            | 7,50             | 2,04             | −2               |                  |
| Норма опадів, мм                              | 56               | 53               | 60               | 75               | 85               | 106              | 87               | 85               | 73               | 78               | 86               | 71               |                  |
| Середньомісячна швидкість вітру, м/с          | 2.02             | 2.26             | 2.54             | 2.46             | 2.24             | 2.02             | 1.96             | 1.85             | 1.89             | 2.00             | 2.05             | 2.08             |                  |
| Середньомісячна сонячна радіація, кДж/м²·день | 4418             | 7217             | 10980            | 15248            | 19210            | 21383            | 22190            | 19942            | 14804            | 9324             | 5024             | 3714             |                  |
| --------------------------------------------- | ---------------- | ---------------- | ---------------- | ---------------- | ---------------- | ---------------- | ---------------- | ---------------- | ---------------- | ---------------- | ---------------- | ---------------- | ---------------- |
| Джерело:                                      |                  |                  |                  |                  |                  |                  |                  |                  |                  |                  |                  |                  |                  |